# 一酸化窒素ジオキシゲナーゼ
一酸化窒素ジオキシゲナーゼ（nitric oxide dioxygenase）は、次の化学反応を触媒する酸化還元酵素である。
NO (一酸化窒素) + O2 + NAD(P)H {\displaystyle \rightleftharpoons } NO3- (硝酸イオン) + NAD(P)+ + H+
反応式の通り、この酵素の基質はNOとO2とNADH（NADPH）、生成物はNO3-とNAD+（NADP+）とH+である。
組織名はnitric oxide,NAD(P)H:oxygen oxidoreductaseである。